# 细画眉草
细画眉草（学名：Eragrostiella lolioides）为禾本科细画眉草属下的一个种。